# Chorizopora papillata
Chorizopora papillata is een mosdiertjessoort uit de familie van de Chorizoporidae. De wetenschappelijke naam van de soort is voor het eerst geldig gepubliceerd in 1967 door Powell.